# 1501年哲學
1501年哲學事件  

## 著作
- 尼拉卡莎·薩默亞士（英语：Nilakantha Somayaji）,《系統匯編（英语：Tantrasamgraha）》[註解 1]。

## 出生
- 6月26日 – 曹植，韓國哲學家，作家，死於1572年。
- 9月24日 – 吉罗拉莫·卡尔达诺，数学家、物理学家占星家和赌博在文艺复兴時期的意大利寫了關於醫學、哲學、宗教、音樂等作品，死於1576年。
- 日期未知 –李滉和其弟子李珥為朝鲜重要哲學思想家，在李氏朝鲜時代推廣朱熹哲學和宋明理學，死於1570年。

## 死亡
- 1月3日 – 阿里希尔·纳沃伊突厥诗人、政治家、神秘主義和語言學家，思想是巴特神學[註解 2]的前身，生於1441年。
- 日期未知
  - 羅伯特·加圭（英语：Robert Gaguin） – 法國文藝復興時期的人文主義者，哲學家，生於1433。
  - 科斯坦蒂諾·拉斯卡里斯（英语：Costantino Lascaris） – 拜占庭式哲學學者，人文主義者，生於1434。